# ФК Динамо (Букурещ)
Вижте пояснителната страница за други значения на Динамо.
ФК „Динамо“ (на румънски: FC Dinamo Bucureşti) е известен румънски футболен клуб. Той е един от трите големи отбора в румънската столица Букурещ, заедно със Стяуа и Рапид.

## Срещи с български отбори
„Динамо“ се е срещал с български отбори в официални и приятелски срещи.

### „Левски“
Шаблон:Левски бие Динамо Букурещ с 4:3 в мач от лига Европа през 2014-2018.

### „Лудогорец“
С „Лудогорец“ се е срещал три пъти в приятелски мачове. Първият е на 10 февруари 2012 г. в Турция като срещата завършва 1 – 1. Вторият е на 2 юли 2012 г. в Австрия като срещата завършва 3 – 1 за „Лудогорец“. Третият е на 8 юли 2014 г. в Англия като срещата завършва 4 – 2 за „Лудогорец“.

## Отличия

### Национални
- Лига I:
  -  Шампион (18): 1955, 1961 – 62, 1962 – 63, 1963 – 64, 1964 – 65, 1970 – 71, 1972 – 73, 1974 – 75, 1976 – 77, 1981 – 82, 1982 – 83, 1983 – 84, 1989 – 90, 1991 – 92, 1999 – 00, 2001 – 02, 2003 – 04, 2006 – 07
  -  Второ място (20): 1951, 1952, 1953, 1956, 1958 – 1959, 1960 – 1961, 1966 – 1967, 1968 – 1969, 1973 – 1974, 1975 – 1976, 1978 – 1979, 1980 – 1981, 1984 – 1985, 1986 – 1987, 1987 – 1988, 1988 – 1989, 1992 – 1993, 1998 – 1999, 2000 – 2001, 2004 – 2005
  -  Трето място (9): 1954, 1965 – 1966, 1967 – 1968, 1993 – 1994, 1994 – 1995, 1996 – 1997, 2005 – 2006, 2008 – 2009, 2016 – 2017
- Купа на Румъния:
  -  Носител (13): 1958 – 1959, 1963 – 1964, 1967 – 1968, 1981 – 1982, 1983 – 1984, 1985 – 1986, 1989 – 1990, 1999 – 2000, 2000 – 2001, 2002 – 2003, 2003 – 2004, 2004 – 2005, 2011 – 2012
  -  Финалист (11): 1954, 1968 – 1969, 1969 – 1970, 1970 – 1971, 1986 – 1987, 1987 – 1988, 1988 – 1989, 2001 – 2002, 2010 – 2011, 2015 – 2016
- Суперкупа на Румъния:
  -  Носител (1): 2005, 2012
  -  Финалист (4): 2001, 2002, 2003, 2007
- Купа на Лигата:
  -  Носител (1): 2016 – 2017

### Европейски
- Купа на европейските шампиони
  - 1/2 финалист (1): 1983/84
- Купа на носителите на купи (КНК):
  - 1/2 финалист (1): 1989/90
  - 1/4 финалист (1): 1988/89
- Лига Европа:
  - 1/16 финалист (1): 2006/07

Рекорди в първенството
- Най-голям брой последователни победи – 17 (12 юни 1988 – 27 ноември 1988)
- Най-голям брой мачове без загуба – 47 (26 май 1991 – 20 септември 1992)
- Играч с най-много мачове –  Костел Дину (454)
- Голмайстор –  Дуду Джорджеску (207)
- Играч с най-много голове в европейски турнири –  Клаудиу Никулеску (18)

Рекорди в европейски турнири
- Най-голяма победа у дома – Динамо 11 – 0  ФК Крусейдърс (1973 – 74)
- Най-голяма победа като гост – Дина 9 – 0  Алки Ларнака (1979 – 80)
- Най-голяма загуба у дома – Динамо 0 – 3  Фейенорд (1972 – 73), Динамо 0 – 3  Галатасарай (2009 – 10)
- Най-голяма загуба като гост –  ЦСКА София 8 – 1 Динамо (1956 – 57)

## Легендарни футболисти
- Мирча Луческу
- Дуду Джорджеску
- Йон Николае
- Дорин Матеуц
- Адриан Муту
- Космин Моци

## Български футболисти
- Борис Галчев: 2010/12 (4 мача - 0 гола)
- Орлин Старокин: 2015 (1 мача - 0 гола)
- Пламен Илиев: 2021 (9 мача - 0 гола)
- Антони Иванов: 2021 - наем (12 мача - 1 гол)
- Георги Миланов: 2024-... (37 мача - 2 гола...)